# 大同公司

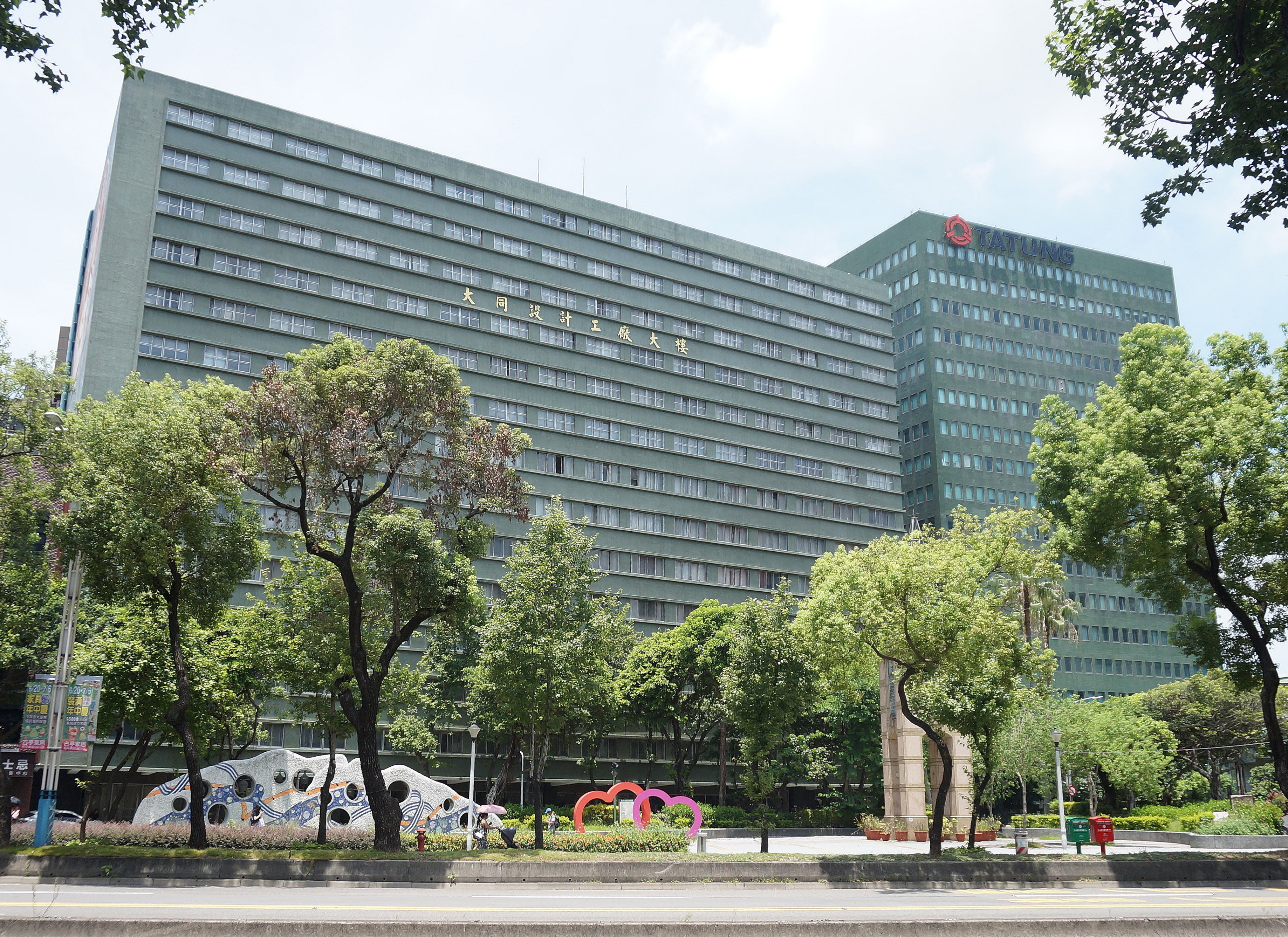
位於圓山的大同集團總部

大同公司（通稱大同、大同集團）是臺灣一家以電子工業為業務核心之綜合企業，創立於大正7年（1918年），事業版圖橫跨半導體、通路、營造，及貿易等領域，為臺灣首批上市企業之一。集團總部位於臺北市圓山。
大同公司主要分為電力、系統、消費等3大事業群， 旗下包含電力設備-重電、電力設備-電纜、馬達、太陽能、系統整合、智慧電錶、先端電子及家電電子等8大事業體。該公司吉祥物大同寶寶與廣告歌曲〈大同歌〉為臺灣人所熟悉。

## 歷史沿革

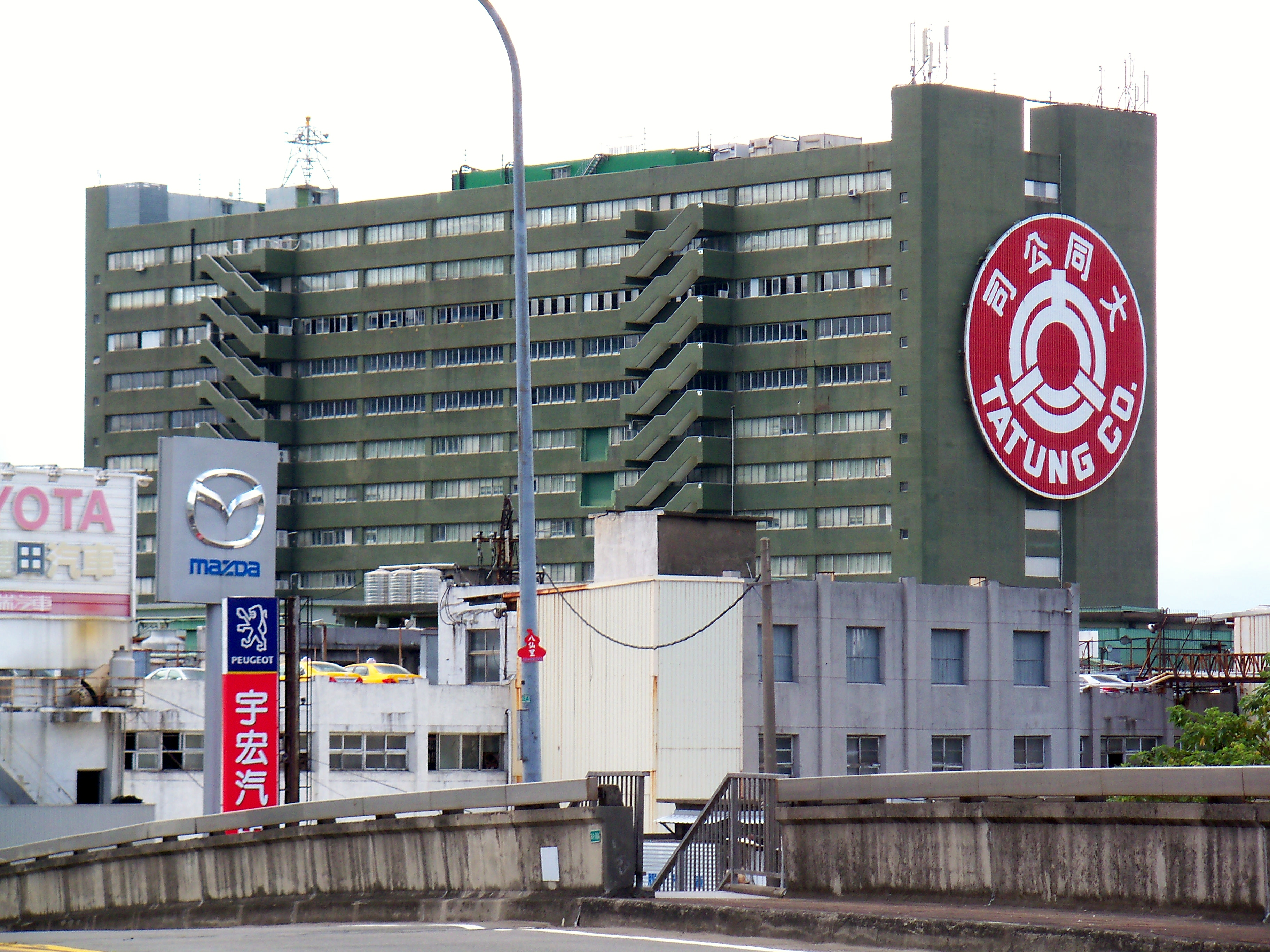
臺北市北投區原大同北投廠，2011年11月售予富邦人壽

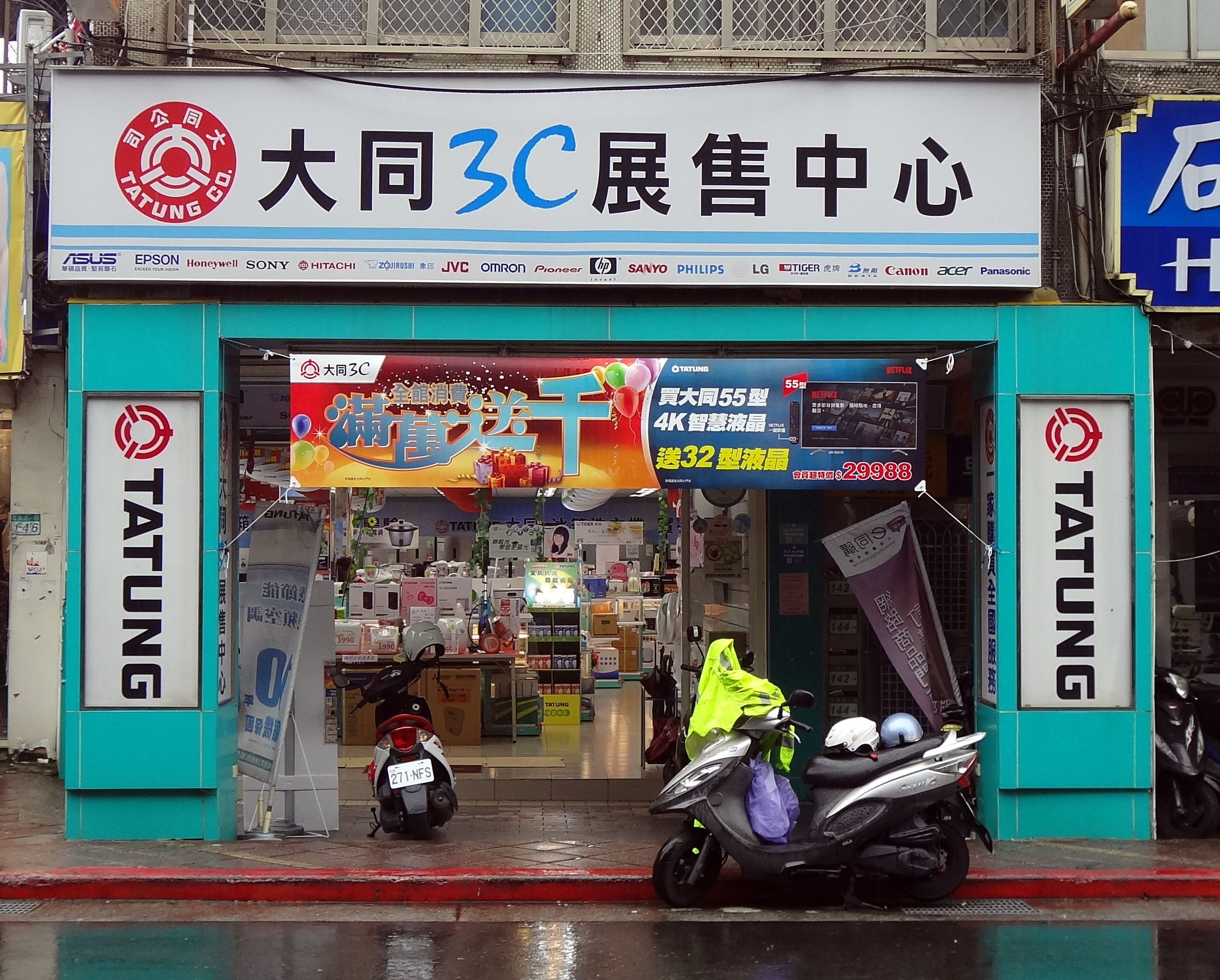
臺北市北投區大同3C展售中心臺北石牌門市

### 創始期（1918年－1960年）
1918年，發跡於日治時期，林尚志及其合夥人等人創立「協志商號」，以營造業起家；後投入重機械領域。先後完成新店溪堤防、行政院大廈等六百多項工程。
1939年成立「株式會社大同鐵工所」，從事鋼筋及機械零件製造，總部位於今臺北市中山區中山北路三段。
1942年，林尚志獨子林挺生接任「株式會社大同鐵工所」社長，建立大同初級工業職業學校（即今臺北市私立大同高級中學）, 由林挺生擔任首任校長。
1945年二戰結束後，「株式會社大同鐵工所」改名為「大同製鋼機械公司」。時值經歷二次大戰的轟炸，不少鐵路車廂均遭破壞，當時的大同承包近五百餘輛鐵道車輛的修復工作；因此淡水線鐵路曾有一條支線從圓山站延伸至大同廠區，便利鐵道車輛進出，往後也成了工廠物品的運輸主要幹道之一。
1949年，跨入家電業及重電機業，推出中華民國第一台國人自牌自製電扇，產銷國貨大同馬達。
1956年，創辦大同工業專科學校（1963年改制為大同工學院，1999年再升格為大同大學），由林挺生擔任首任校長。
1960年，創製大同電鍋。
1961年，大同以「大同製鋼機械公司」成為台灣證券交易所籌備委員會籌備委員之一，後來成為第一批在證交所上市的公司之一，是電機類股第一支股票（股號：1501-TW）。

### 成長期（1962年－2000年）
1962年，於2月9日正式在台灣證券交易所上市掛牌，為首批16家上市企業之一。
1963年，第一家奉准辦理藍色申報，成為「信用納稅」的模範公司。重電機器廠在台北建設完成，開始生產配電變壓器。
1966年，成立桃園電線電纜廠。
1968年，大同製鋼機械股份有限公司正式更名為大同股份有限公司。
1969年，結合同業創辦中華電子投資公司，推出大同寶寶及大同歌。
1970年，營業額超過廿二億元居民營事業之首位，成立福華電子公司。
1972年，林蔚山就任總經理。
1977年，完成中鋼爐渣處理設備及承造中正國際機場整套變電所。
1981年，跨入資訊業。目前為涵蓋重電、家電、電子、通信、化工、機械、自動化設備、資訊、光電、半導體、映像管以及各種電子零組件等產品之綜合工業公司。
1983年，與美國電梯公司奧的斯合資成立大同奧的斯電梯股份有限公司。
1986年，蔣經國政府解除家電進口禁令，家電業競爭日趨激烈；大同的本業家電、線纜產品已經相當成熟、毛利率不高，為增加競爭力，大同陸續將大家電中心、壓縮機的產能轉移到越南的家電廠以及中國大陸廣東中山壓縮機廠。目前留在臺灣的還有家電研發、全球業務以及部份小家電的生產。
1990年，增建光纖電纜工廠及電力線工廠。
1993年，重電桃園二廠新電力線廠於四月二十日正式開工。
1995年，大同奧的斯電梯股份有限公司自立開發商用型電扶梯正式啟用，台北市捷運系統電扶梯為其建置。
1998年，成立大同（上海）有限公司，生產馬達、發電機、變壓器、配電盤等重電產品。
2000年，大同（上海）有限公司第一期廠房建設完成，中華映管公司股票上櫃，大同公司資訊通信業務處獨立為大同世界科技。

### 佈局期（2001年－2018年）

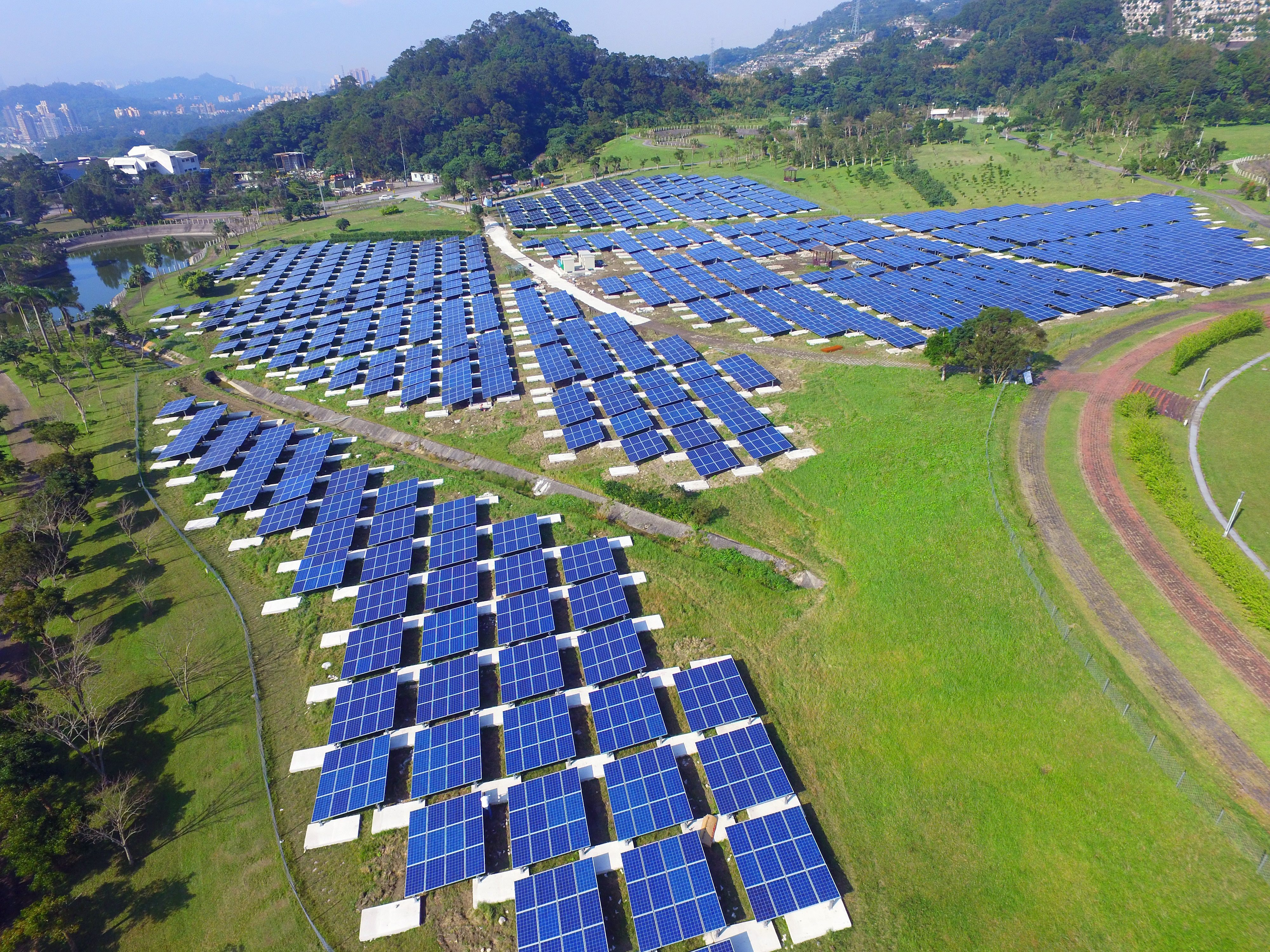
與北市府合作建置臺北能源之丘

2001年，大同公司總公司成立全球運籌管理處，中華映管股票上市。
2004年，拓志光機電公司成立。大同生科成立。
2005年10月，大同公司出售其桌上型電腦系統事業部門（電腦事業部門）予精英電腦，並成為精英電腦的第一大股東。
2006年，林蔚山就任大同公司董事長兼總經理。綠能科技登錄興櫃。
2008年，綠能科技於1月25日正式掛牌上市。設立大同電機科技(越南)公司。
2009年，莫拉克颱風重創南台灣，大同公司動員大同綜合訊電1,000位現場服務人員與70輛巡迴服務車啟動「大同3C風災重建專案」，大同集團員工暨大同大學、大同高中教職員捐出一日所得共新台幣1,000萬元賑災。
2015年3月，大同購物官網e同購上線營運。
2015年5月，大同完成與屏東縣政府合作在林邊地區智慧微型電網示範園區。
2017年1月10日，由台北市政府主導、大同建置的「臺北能源之丘」—福德坑環保復育公園太陽光電系統，舉行啟用典禮。

### 重整期（2018年－至今）
2018年2月， 林郭文艷接掌大同公司董事長，上任後旗下中華映管、綠能科技、尚志半導體、大同美國相繼出狀況。
2019年5月， 其子公司綠能與華映分別於2號及13號下市。6月，大同公司前董事長林蔚山因掏空大同公司遭判刑8年定讞，發監執行。。12月，大同公司曾陸續對多位媒體人、會計師提出妨礙名譽等刑事告訴，相繼敗訴。
2020年3月，大同公司董事長林郭文艷被控違反《證交法》罪嫌重大，被諭令新台幣500萬元交保，成為繼林蔚山之後大同集團旗下又一位被交保候傳的經理人。6月30日，大同股東會上掌權的公司派不顧投保中心當場異議，逕行拿《企業併購法》相關法條刪除超過50%股東們的投票權與表決權，結果由林郭文艷董事長人馬取得全數9席董事後，向經濟部申請變更登記遭拒，當晚證交所要求大同公司具體說明相關原由未獲回應，證交所宣佈自7月2日起大同公司有價證券交易方法改為全額交割股，7月1日大同股價立即跌停重挫10%；之後市場派向經濟部申請召開臨時股東會重選董監事獲得許可。10月21日召開臨時股東會以電子投票方式重選，結果改由市場派取得七席董事過半席次，11月2日董事會改派林文淵為董事長，但50天後林文淵即被解任法人代表，董事長一職亦將同時解任。
2021年5月5日晚間，大同公司公告法人董事大同高中改派代表人，原代表人林郭文艷退出董事會，代表人席次由研華科技執行董事何春盛接任，至此大同林家完全退出大同董事會。

## 歷任董事長
| 任次 | 肖像 | 姓名     | 任職期間       | 任職期間       | 備註               |
| 任次 | 肖像 | 姓名     | 上任時間       | 卸任時間       | 備註               |
| ---- | ---- | -------- | -------------- | -------------- | ------------------ |
| 1    |      | 林尚志   | 1939年         | 1942年         | 大同公司創辦人     |
| 2    |      | 林挺生   | 1942年         | 2006年         | 林尚志獨子         |
| 3    |      | 林蔚山   | 2006年         | 2018年2月1日   | 林挺生長子         |
| 4    |      | 林郭文艷 | 2018年2月1日   | 2020年11月2日  | 林蔚山妻子         |
| 5    |      | 林文淵   | 2020年11月2日  | 2020年12月22日 | 在職50天即被解職   |
| 6    |      | 盧明光   | 2020年12月23日 | 2021年12月20日 | 大同工學院校友     |
| 7    |      | 王光祥   | 2021年12月21日 | 2025年8月19日  | 具有三圓建設背景   |
| 8    |      | 張榮華   | 2025年8月20日  |                | 現任三立電視董事長 |

註：自林文淵起皆非林尚志家族成員。

## 企業特色

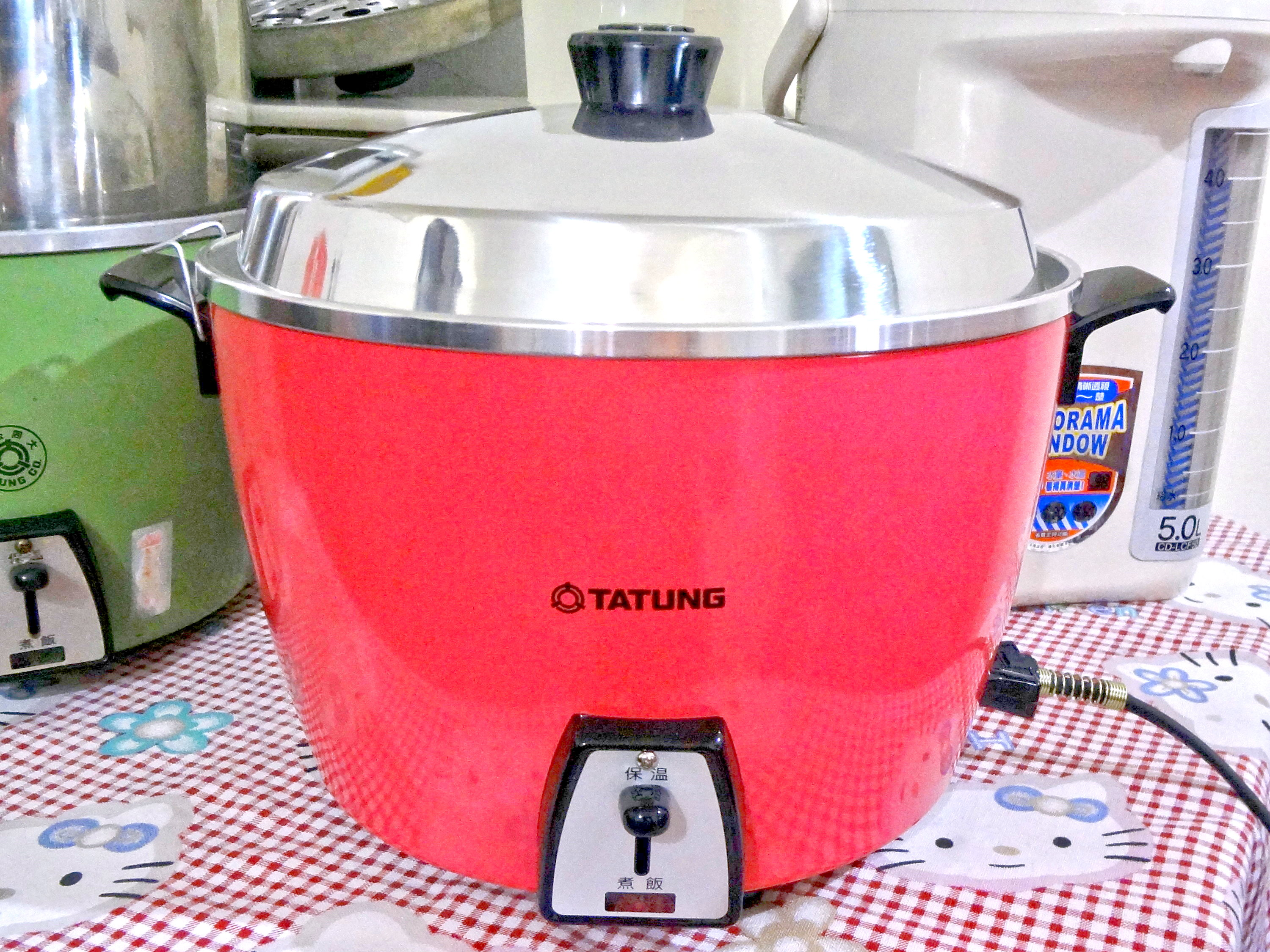
大同電鍋

大同公司早年生產的大同電鍋、大同電視機、大同電扇（1949年開始生產）以及廣告歌曲〈大同歌〉等，是臺灣人共同的回憶。
生產的大同電鍋以耐用聞名，現時民間也有許多使用數十年零故障的紀錄，是早年嫁妝與留學生行李中的常見電器。
早年因涉及侵占日本應移交國民政府的物資及地產，遭到政府當局控告，一、二審都敗訴，瀕臨破產；但三審卻大逆轉，反而全身而退。這起事件當年被視為一大奇案，檔案解密後赫然發現，原來其中關鍵是當時的蔣中正總統下達手諭，要求政府相關部門「要愛護╳╳公司，應用適當方法早日了解此案」，因此讓這家企業脫困。

### 吉祥物大同寶寶
大同寶寶是大同公司於1969年推出的吉祥物，正式名稱為「大同健兒」。同年，贈品為主的首批橡膠製大同寶寶，以約20公分高、閉眼沉思、紅色頭盔、手持橄欖球、胸前鑲著大同創業年數的造型於臺灣問世；不過因市場反映不佳，業者隨即於第二批大同寶寶推出改良版。改良過後的該贈品造型與前作大致相同，只是將閉眼改成張開眼睛狀。1970年代，由於購買該公司產品新臺幣一萬元以上才可獲贈大同寶寶（相當於2018年的56,096元）。因此，該橡膠製，可當錢筒的該大同寶寶，在物資缺乏的1970年代，常被認為是消費力的象徵，當作飾品放在購得的電器上。1990年代之後，大同公司雖從傳統製造業轉型成資訊廠商，但該吉祥物仍為該公司最重要的企業識別標誌。

### 大同歌
1970年代之前，與大同寶寶幾乎同時出現的〈大同歌〉可說是臺灣最流行也最朗朗上口的廣告歌之一。後來因應大同公司轉入資訊業，〈大同歌〉歌詞也配合有了轉變，加入了資訊產品的內容。2005年，〈大同歌〉還曾爆發智慧財產權的紛爭。
第一版歌詞：

大同大同國貨好　大同電視最可靠

大同冰箱式樣新　電扇電鍋洗衣機

家家歡迎人人愛　品質優秀最老牌

大同大同服務好　大同產品最可靠

第二版歌詞：

大同大同國貨好　大同產品最可靠

大同電音最好聽　錄放影機最美麗

家家歡喜人人愛　品質優秀最老牌

大同大同服務好　大同產品最可靠

第三版（目前）歌詞：

大同大同國貨好　重電產品真可靠

家電空調式樣新　視聽電腦真先進

資訊通信人人愛　品質優秀最老牌

大同大同服務好　大同產品最可靠

## 關係企業
- 大同公司（臺證所：2371）
- 中華映管（臺證所：2475）
- 綠能科技（臺證所：3519）
- 誠創科技（臺證所：3536）
- 尚志半導體（臺證所：3579）
- 福華電子（臺證所：8085）
- 精英電腦（臺證所：2331）
- 大同世界科技（臺證所：8099）
- 凌巨科技（臺證所：8105）（中華映管子公司）：原本為凌陽電子（臺證所：2401）的關係企業，但已經在2013年出售予華映。
- 大同永旭能源
- 中研科技
- 大同聯合科技
- 協志聯合科技
- 臺翔航太工業
- 臺灣通信
- 尚志精機
- 大同綜合訊電，負責大同銷售通路營運，包含線上購物：e同購 ，與線下門市：大同3C
- 大同奧的斯電梯股份有限公司
- 大同大隈
- 大同中外貴金屬
- 大同住重減速機
- 尚志精密化學
- 大同醫護
- 拓志光機電
- 大同大學
- 臺北市私立大同高級中學

## 經營問題

### 大同經營權爭奪
- 2018年2月， 董事長林蔚山因背信掏空大同一案而宣布辭職，林家決定改派林蔚山妻林郭文艷接任，之後旗下中華映管、綠能科技、尚志半導體、大同美國相繼受掏空。2019年5月， 綠能與華映接連宣布下市。6月，前董事長林蔚山因掏空大同公司遭判刑8年定讞，發監執行。[9]。12月，大同公司曾陸續對多位媒體人、會計師提出妨礙名譽等刑事告訴，相繼敗訴。
- 2020年3月，林郭文艷被控違反證交法罪嫌重大，被諭令新台幣500萬元交保。6月30日，大同股東會上公司（大同林家）派不顧官方的投保中心當場異議，逕行拿《企業併購法》相關法條刪除超過50%股東們的投票權與表決權，最後結果由公司派取得全數9席董事後，向經濟部申請變更登記遭拒，同日晚間證交所要求大同公司具體說明股東會相關原由未獲回應，證交所即宣佈自7月2日起大同公司有價證券交易方法改為全額交割股，隔日7月3日大同股價立即跌停重挫10%；之後市場派向經濟部申請召開臨時股東會重選董監事獲得許可。10月21日，召開臨時股東會以電子投票方式重選，結果改由市場派取得七席董事過半席次，11月2日市場派推選林文淵為董事長，經營權之爭暫時落幕。[14]
- 2021年5月5日，晚間公告，法人董事大同高中改派代表人，原代表人林郭文艷退出董事會，代表人席次由研華（2395）執行董事何春盛接任，這也是林家首度完全退出大同董事會 [15]。

### 華映財務虧損
2006年華映連兩年虧損百億元後，大同公司董事長林蔚山以「經營不善」逼走原華映董事長林挺生二房長子林鎮弘。2018年，大同集團旗下中華映管、綠能接連宣布債務重整，華映更12月15日無預警停工；金融監督管理委員會表示「依據大同集團第三季合併報表顯示，集團短期與長期借款共1,132億元」，銀行局表示「華映向13家銀行借款，共計127.6億元，其中76％是有擔保」。

## 相關事件

### 世界的國貨
在《臺灣省戒嚴期間新聞紙雜誌圖書管制辦法》實施期間，大同公司在台北市中山北路牆面廣告橫寫「世界的國貨」，被檢舉反著讀是「禍國的介石」的諧音，因董事長林挺生是中國國民黨中常委，方逃過一劫。

## 外部連結
- （英文） 大同公司網站（页面存档备份，存于）
- （繁體中文）大同公司網站 （页面存档备份，存于）
- 大同TATUNG同樂會的Facebook專頁
- 大同電鍋好用50年的Facebook專頁
- YouTube上的大同 TATUNG 官方頻道頻道
- 大同3C痞客邦 （页面存档备份，存于）
- 大同3C網站 （页面存档备份，存于）
- 大同3C門市查詢 （页面存档备份，存于）
- 大同e同購網站 （页面存档备份，存于）
- Tatung 大同智慧生活館 （页面存档备份，存于）
- 大同健康生活館 （页面存档备份，存于）
- 大同奧的斯電梯 （页面存档备份，存于）
- 台灣公司資料
- 新浪雜誌 - 子孫奪權 林挺生過世不入土 （页面存档备份，存于）.時報周刊
- 大同搶進4K市場 小家電新品巧思多.自由時報.2013-04-19